# Аллисте
Аллисте (итал. Alliste) — город в Италии, расположен в регионе Апулия, подчинён административному центру Лечче.
Население составляет 6542 человек (на 2004 г.), плотность населения — 263 чел./км². Занимает площадь 23 км². Почтовый индекс — 73040. Телефонный код — 00833.
Покровителем города почитается святой Квентин (San Quintino di Vermand). Праздник города ежегодно празднуется 31 октября.